# Adeloneivaia boisduvalii
Adeloneivaia boisduvalii är en fjärilsart som beskrevs av Doumet 1859. Adeloneivaia boisduvalii ingår i släktet Adeloneivaia och familjen påfågelsspinnare. Inga underarter finns listade i Catalogue of Life.

## Bildgalleri

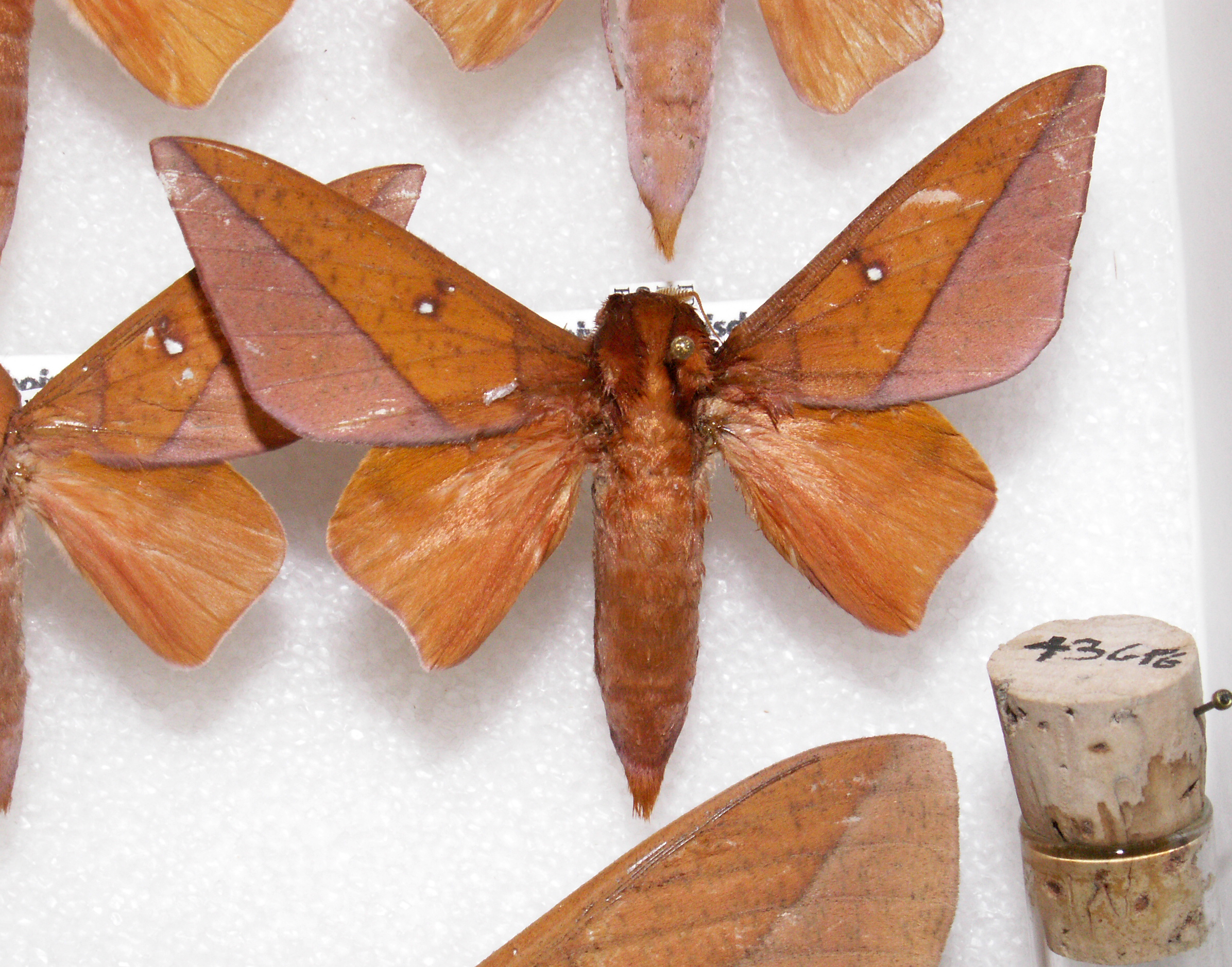
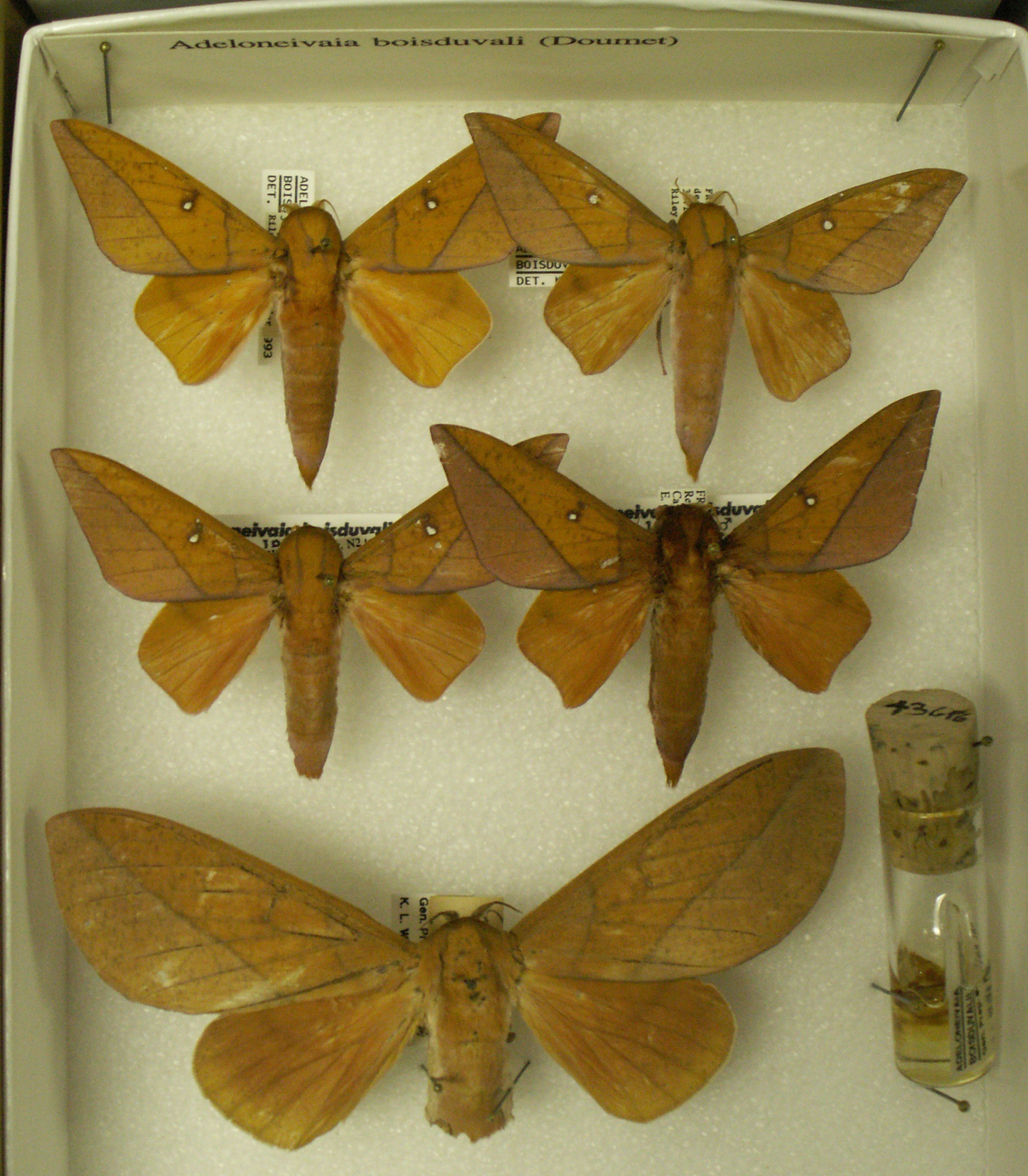